# Асфальт (фильм, 1929)
«Асфальт» (нем.  Asphalt) — немой немецкий фильм режиссёра Джоэ Мая, снятый в 1929 году в стилистике «уличного фильма».

## Сюжет
Уличный полицейский Холк, поймал на краже в ювелирном магазине молодую красивую женщину, но, рискуя профессиональной честью, не смог устоять перед её чарами и в конце концов согласился не давать делу ход. Он уже был готов жениться на девушке, но появляется её давний любовник, ограбивший на днях один из парижских банков. В финале ленты полицейского обвиняют в убийстве, совершенном на квартире проститутки, девушка признается в том, что убийство подстроено ей, спасая любовника. Её отправляют в тюрьму, а полицейский смотрит ей вслед: «во взгляде его эта девица читает верность и обещание жениться на ней».

## В ролях
- Густав Фрёлих — вахмистр Холк
- Бетти Аманн — Эльза Крамер, воровка
- Альберт Штайнрюк — полицейский Холк, отец вахмистра
- Эльза Геллер — фрау Холк, мать вахмистра
- Ханс Адальберт Шлеттов — консул Ланген
- Роза Валетти — женщина за прилавком
- Ганс Альберс — вор

## Художественные особенности
Историк Лотта Эйснер отмечает влияние авангардистского кино на постановку «Асфальта», однако указывает, что авангардистские приёмы носят чисто внешний, поверхностный характер и никак не связаны с рассказываемой в фильме историей. «С другой стороны, Май также использует все достижения классического кинематографа, уже превратившиеся к тому времени в клише... в результате так называемое „чёрное кино“ просто не достигает цели и со всеми своими весьма произвольными световыми контрастами полностью растворяется в чёрно-белой декоративности».